# Соколівка (Щирецька селищна громада)
Соколі́вка — село в Україні, у Щирецькій селищній громаді, Львівського району, Львівської області. Населення становить 177 осіб. Орган місцевого самоврядування — Щирецька селищна громада. До 2020 року — центр Соколівської сільської ради, якій підпорядковувалися села Никонковичі, Льопи, Соколівка, Сороки та Яструбків.

## Населення
За даними всеукраїнського перепису населення 2001 року у селі мешкала 191 особа, у 2022 році — 177 осіб.
Мова
Розподіл населення за рідною мовою за даними перепису 2001 року був наступним:
| українська | 191 | 100,00 |

## Історія
Село засноване як німецька колонія Фалькенштайн (нім. Falkenstein) у 1784 році лютеранськими, реформаторськими та менонітськими колоністами. В поселенні мешкало 176 протестантів-менонітів, була відкрита недільна школа та дім молитви, дотепер зберігся цвинтар, план поселення можна побачити у праці Генрика Лепуцького «Działalność kolonizacyjna Marii Teresy i Józefa II w Galicji 1772—1790».
У 1900 році громада налічувала 59 дворів з 399 мешканцями, з яких 331 були німецькомовними, 27 польськомовними, 41 українськомовний, 23 римо-католиків, 41 греко-католиків, 7 євреїв, 328 інших віросповідань. У 1921 році уже було 88 будинків з 423 мешканцями, як вказано — усі поляки, з них: 187 римо-католики, 34 греко-католики, 179 протестанти, 15 інших християн, 8 євреїв.
Рішенням міністра внутрішніх справ Польщі, 4 травня 1939 року німецька назва поселення змінена на польську — Соколіца (пол. Sokolica).
У 1940 році, згідно радянсько-німецького договору про кордон і дружбу, німці, які проживали у селі були переселені.
Радянська влада ж, у липні 1946 року Указом Президії Верховної Ради УРСР хутір Фалькенштайн, Сороківської сільської ради, перейменувала на хутір Соколівка.
2 серпня 2014 року у Соколівці освячена та відкрита новозбудована церква святих великомучеників Бориса і Гліба. Чин освячення храму провів єпископ-помічник Протосинкел Львівської архиєпархії УГКЦ Венедикт у співслужінні декана Щирецького о. Богдана Когута та настоятеля храму о. Богдана Піддубника.

## Економіка
У селі працює сільськогосподарське підприємство — ПАФ «Україна», що спеціалізується на вирощуванні зернових, бобових бобових культур та насіння олійних культур.